# Fiasco (série télévisée)
Pour les articles homonymes, voir Fiasco.
Fiasco est une mini-série de comédie française créée, écrite et réalisée par Igor Gotesman, co-créée et co-écrite par Pierre Niney, diffusée le 30 avril 2024 sur Netflix.

## Synopsis
Raphaël Valande réalise son premier long-métrage pour rendre hommage à la vie héroïque de sa grand-mère résistante. Tout commence à déraper sur le plateau et le tournage se transforme en cauchemar lorsqu'un membre de l'équipe tente de saboter le film.

## Fiche technique
Sauf indication contraire, les informations mentionnées dans cette section peuvent être confirmées par les bases de données cinématographiques IMDb et Allociné,  présentes dans la section « Liens externes ».
- Titre original : Fiasco
- Titre de travail : Making of
- Genre : Comédie
- Réalisation : Igor Gotesman
- Scénario : Igor Gotesman, Pierre Niney, Nicolas Slomka et Tania Gotesman
- Photographie : Julien Roux
- Musique : Paul-Marie Barbier et Julien Grunberg
- Montage : Stephan Couturier
- Costumes : Emmanuelle Youchnovski
- Production : Igor Gotesman, Pierre Niney et Jérôme Cendron
- Sociétés de production : Five Dogs et Ninety Films
- Pays de production :  France
- Langue originale : français
- Format : couleur
- Nombre de saisons : 1
- Nombre d'épisodes : 7 épisodes
- Durée : 32 – 40 minutes
- Dates de première diffusion :
  - France : 8 avril 2024 (Canneseries) ; 30 avril 2024 (sur Netflix)

## Distribution
- Pierre Niney : Raphaël Valande, le réalisateur
- Géraldine Nakache : Magali Verès, la première assistante
- Pascal Demolon : Jean-Marc Torrosian, le producteur
- Leslie Medina : Ingrid Flamenbaum, l’actrice principale
- François Civil : Tom / Bartabé, l’ami d'enfance de Raphaël et le faux producteur
- Igor Gotesman : Jean-Robert / Slice, le réalisateur making-of
- Juliette Gasquet : Gabrielle, la stagiaire
- Marie-Christine Barrault : Huguette Valande, la grand-mère de Raphaël
- Vincent Cassel : Robin Jacomet, l’acteur principal
- Évelyne El Garby-Klaï : Nora Zelmati, la productrice exécutive et ex-femme de Jean-Marc
- Louise Coldefy : Ludivine, la maquilleuse
- Djimo : Karim, le cantinier
- Stéphan Wojtowicz : Hervé, la doublure chien
- Ethann Isidore : Eliott Torrosian, le fils de Jean-Marc et Nora
- Eve Duranceau : Tatiana, la cascadeuse
- Soraya Garlenq : Wanda Valande, la sœur de Raphaël
- François de Brauer : Chris Valande, le frère de Raphaël
- Michaël Perez : Diego
- Antoine Berry Roger : Victor
- Jessy Salomée Ugolin : Aya
- Claire Chazal : elle-même

## Production

### Développement
La série a été créée, écrite et réalisée par Igor Gotesman, co-créée et co-écrite par Pierre Niney,, avec la collaboration de Nicolas Slomka et Tania Gotesman. Il a été coproduit par Five Dogs et Ninety Films.
Le 27 octobre 2022, Pierre Niney annonce sur son compte Instagram qu'il écrit et qu'il va également coproduire et jouer dans une nouvelle série comique réalisée par son ami Igor Gotesman. « Je coproduis cette série avec Igor Gotesman. C'est lui qui la réalise, et c'est lui qui est déjà le réalisateur de Family Business sur Netflix que vous avez peut être vu et du film Five. Donc on fait une série qui, je pourrais dire, est la grande sœur de la série Casting(s) et du film Five. Vous retrouverez des gens que vous avez peut être appréciés », a déclaré Niney.
Selon Pierre Niney, Fiasco s'inspire du tournage chaotique de Babylon A.D. (2008) de Mathieu Kassovitz, mais aussi du documentaire making-of Fucking Kassovitz (2011).
Le 24 février 2023, Netflix France a annoncé que la série Fiasco était en cours de tournage et qu'elle comporterait 7 épisodes de 35 minutes. Le même jour, Netflix a partagé une vidéo des coulisses montrant le casting et a également annoncé le casting complet (Pierre Niney, François Civil, Igor Gotesman, Géraldine Nakache, Louise Coldefy, Leslie Medina, Pascal Demolon, Juliette Gasquet, Djimo et Marie-Christine Barrault). Gotesman, Niney et Civil avaient déjà travaillé ensemble sur la série télévisée Casting(s) (2013-2015) et sur le film Five (2016). Pierre Niney a déclaré que Fiasco était un rêve pour eux depuis Casting(s) et Five.
Le 11 mars 2024, Pierre Niney annonce sur son compte Twitter que Vincent Cassel est également dans la série et que la date de sortie serait annoncée le lendemain. La première image de la série a été révélée le 12 mars 2024.

### Tournage
Le tournage a débuté le 17 janvier 2023 sous le titre Making Of, et s'est terminé le 19 avril 2023. Le tournage a eu lieu en Île-de-France : à Paris, notamment au cinéma les 7 Batignolles dans le 17e arrondissement, en Seine-et-Marne à Nandy,, à Saint-Chéron, à Noisiel (dans les locaux de l'ancienne chocolaterie Menier), à Orsay dans l’ancienne carrière de la Troche (scène de la préhistoire) et à Bruyères-le-Châtel.

## Sortie
Fiasco est présentée en avant-première mondiale hors compétition au festival Canneseries le 8 avril 2024, où sont projetés les trois premiers épisodes. La série est diffusée sur Netflix à partir du 30 avril 2024.

## Épisodes
La mini-série se compose de sept épisodes : 
1. C'est toi le patron
2. Mauvais bad buzz
3. Le buzz et l'argent du buzz
4. Time's up
5. Dans le rouge
6. Action ou vérité
7. Les points sur les i

## Accueil

### Accueil critique
Fiasco a reçu un accueil critique partagé. Le site américain Rotten Tomatoes propose une score de 83% et une note moyenne de 7.0/10 à partir de l'interprétation de 6 titres de presse. En France, le site Allociné propose une moyenne de 3,3⁄5 à partir de l'interprétation de 19 critiques de presse.
Pour Télérama, la série est une réussite : « ce mockumentaire acide met en boîte le cinéma français. Le casting s’y révèle haut de gamme et l’humour, dévastateur », mais pour Ecran Large, la série tient grâce à son casting et sa mécanique semblable à celle de The Office, en terminant chaque scène par une blague malaisante, mais peine à aller jusqu'au bout de son concept et de sa critique de la production audiovisuelle française; quant à la critique du Point, elle salue le talent de Pierre Niney, « de toutes les scènes », mais reproche à la série d'avoir laissé trop de place aux improvisations, rendant certains passages excluants en les désignant comme « des délires d'acteurs cherchant avant tout à se faire rire».

### Audience en streaming
24 heures après sa sortie, Fiasco se classe numéro 1 dans le classement des séries les plus vues en France sur Netflix,, et figurait également dans le top 10 dans six autres pays : Belgique, Guadeloupe, Luxembourg, Suisse, Réunion, et Nouvelle-Calédonie, et au septième rang du Top 10 mondial des titres télévisés non anglais de Netflix pour la semaine du 29 avril au 5 mai 2024, avec 6 millions d'heures visionnées. Fiasco est resté numéro 1 sur Netflix France pour la semaine du 6 au 12 mai 2024, et figurait également dans le top 10 dans cinq autres pays : Belgique, Luxembourg, Suisse, Réunion et Nouvelle-Calédonie. Il est tombé au numéro trois en France pour la semaine du 13 au 19 mai 2024, et a été classé au sixième rang pour la semaine du 20 au 26 mai 2024, restant dans le top 10 pendant quatre semaines.
Selon l'agrégateur de streaming JustWatch, Fiasco a été la série la plus regardée sur toutes les plateformes de streaming en France pour sa première semaine de diffusion. Il a été classé numéro 3 lors de sa deuxième semaine, numéro 7 lors de sa troisième semaine, et numéro 10 lors de sa quatrième semaine, devenant ainsi la cinquième série la plus regardée sur toutes les plateformes de streaming en France en mai 2024.

## Suite
Le 2 mai 2024, Igor Gotesman déclare dans une interview au magazine Télé-Loisirs que Fiasco n'aura pas de saison 2 car il l'a conçue comme une mini-série. « Je ne me ferme pas la porte au cas où je change d’avis mais, théoriquement, il n’y aura jamais de saison 2 de Fiasco. »

## Distinctions

### Récompenses
- Association des critiques de séries 2024 : Meilleur second rôle 26′ pour Pascal Demolon[37]

### Nominations
- Association des critiques de séries 2024[38] :
  - Meilleure série 26′
  - Meilleure performance 26′ pour Pierre Niney
  - Meilleur second rôle 26′ pour François Civil